# Thomas Gamiette
Thomas Gamiette (Épinay-sur-Seine, 21 giugno 1986) è un calciatore francese, centrocampista del Fleury 91 e della nazionale guadalupense.

## Carriera

### Club
Comincia a giocare nella seconda squadra del Paris Saint-Germain. Nel 2006 si trasferisce all'Entente SSG. Nel 2008 passa allo Stade Reims. Nel 2011 viene acquistato dal Tours. Dopo una breve parentesi in Thailandia, al BEC Tero Sasana, si trasferisce al Paris FC. Il 5 luglio 2016 viene ufficializzato il suo trasferimento al Bourg-en-Bresse.

### Nazionale
Debutta in Nazionale il 5 luglio 2009, in Panama-Guadalupa (1-2). Mette a segno la sua prima rete con la maglia della Nazionale l'8 ottobre 2014, in Guadalupa-Saint Vincent e Grenadine (3-1), in cui mette a segno la rete del momentaneo 1-0.